# Ден-Горн (Північна Голландія)
Ден-Горн (нід. Den Hoorn) — село в нідерландській провінції Північна Голландія, на узбережжі Північного моря. Входить до муніципалітету Тесел, розташоване на однойменному острові.
Його площа становить 0,79 км², а населення станом на 2021 рік складало 435 осіб.

## Галерея

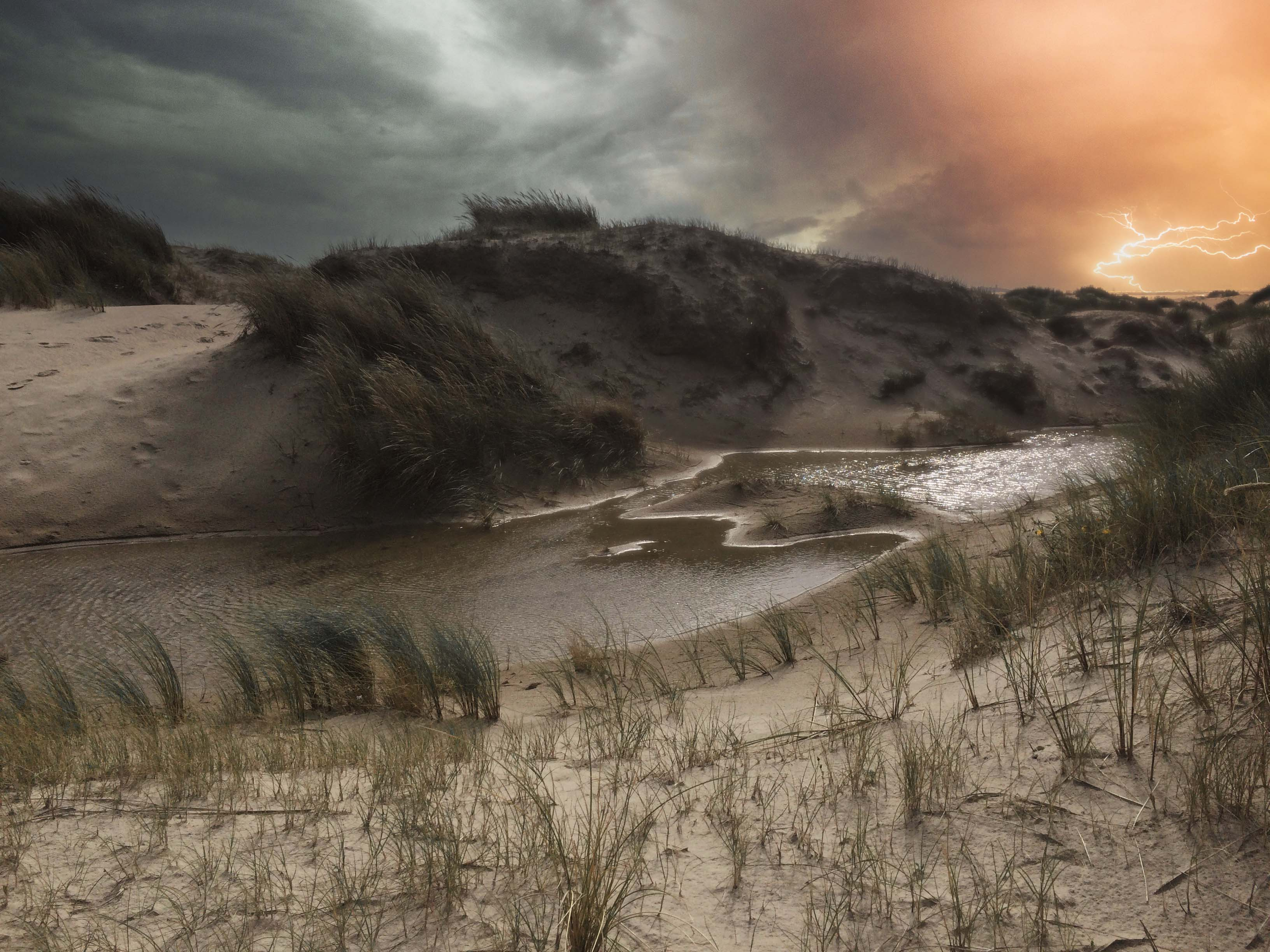
Дюни поблизу села
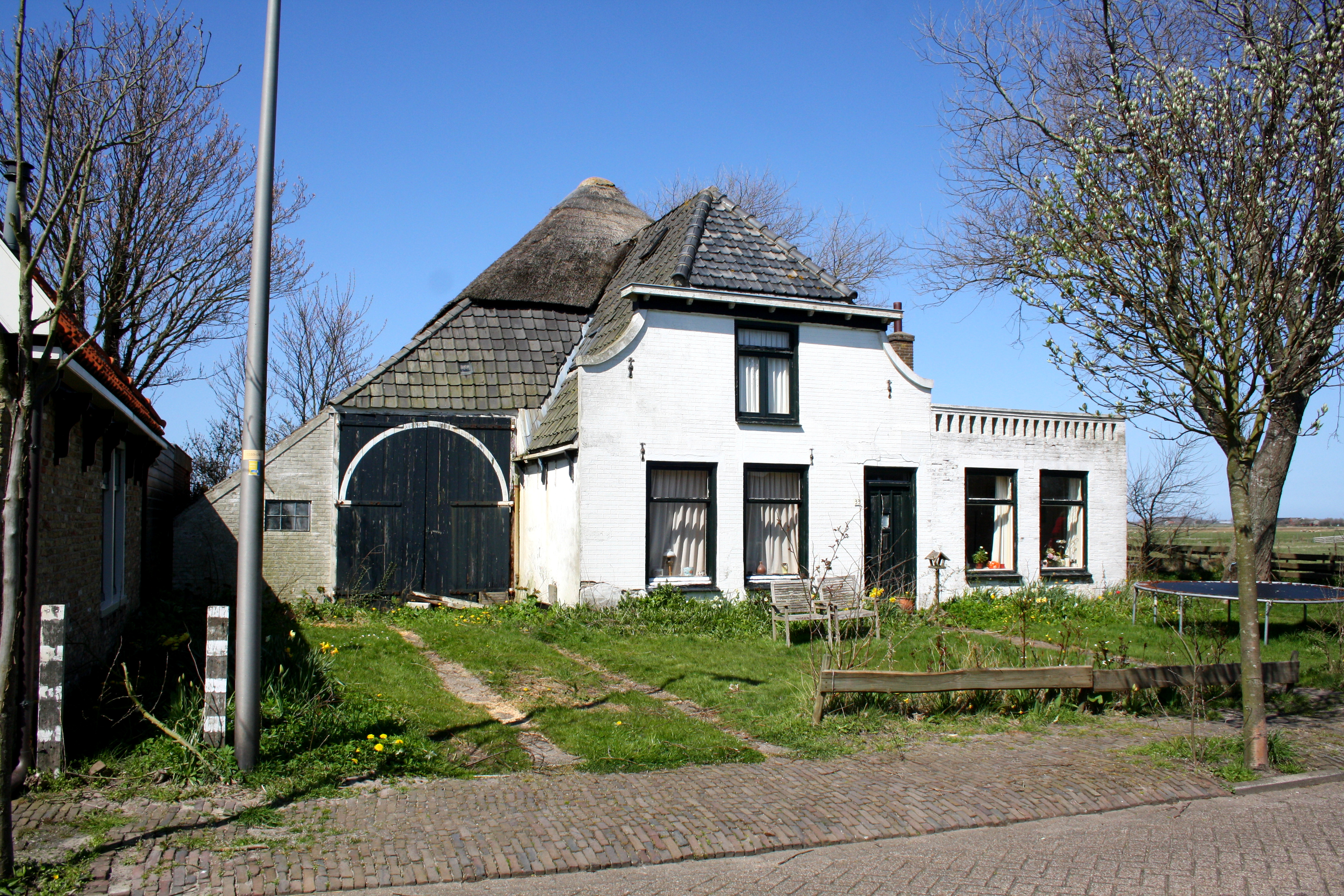
Ферма у Ден-Горні
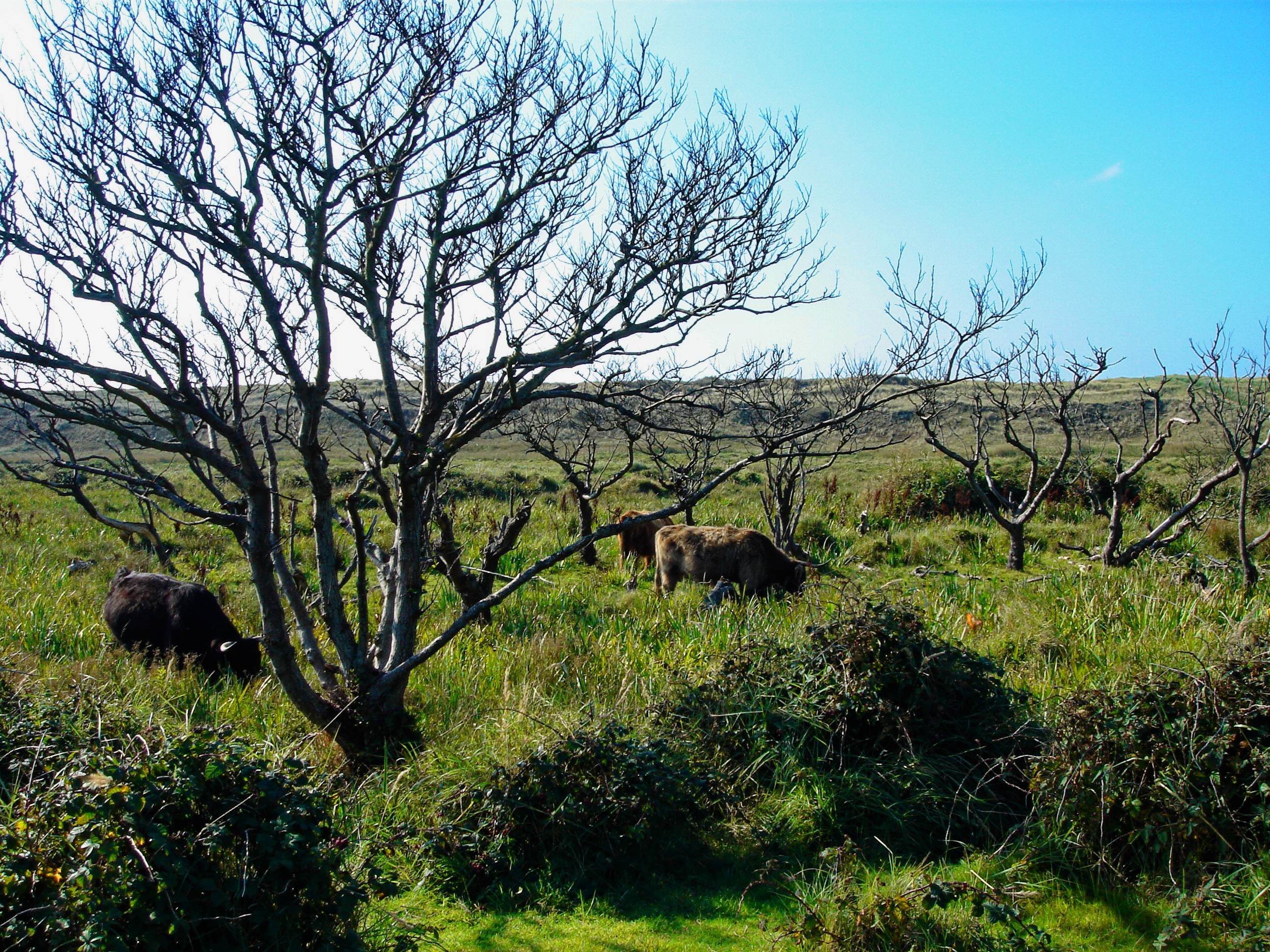
Природа поблизу Ден-Горна
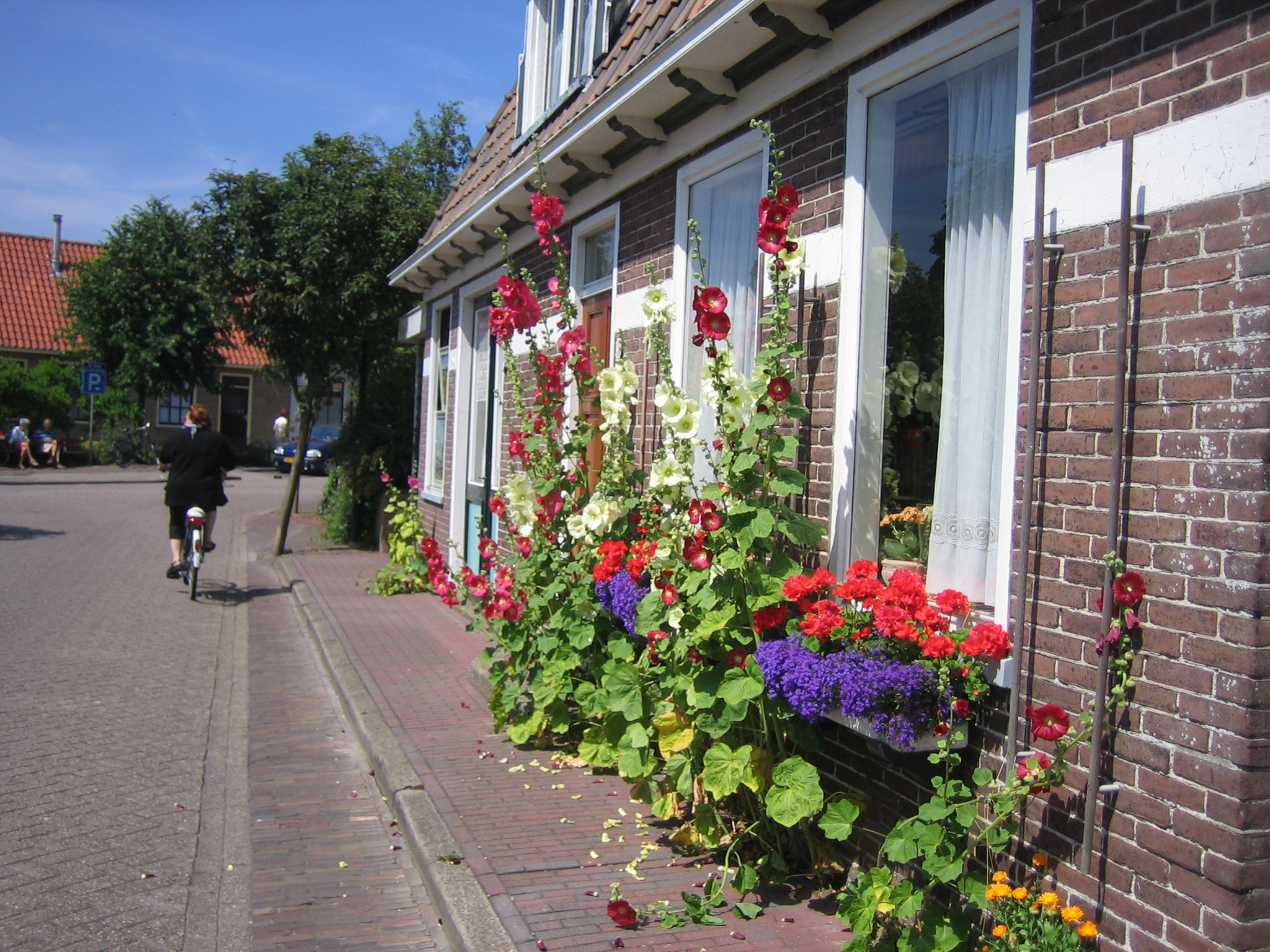
Сільська вулиця